# Yes we are (三代目 J SOUL BROTHERS from EXILE TRIBEの曲)
「Yes we are」（イエス ウィー アー）は、三代目 J SOUL BROTHERS from EXILE TRIBEの通算23枚目のシングルである。2019年3月13日にrhythm zoneから発売された。

## 概要
- 前作「J.S.B. HAPPINESS」から1年3か月ぶりのシングル。「青」をテーマとした楽曲[4]。
- 「CD+DVD」と「CDのみ」の2形態での発売。それぞれ4曲入りのスマプラ対応。初回盤はスリーブケース仕様。
- 表題曲「Yes we are」は岩田剛典が「三代目にぴったり」とデモ曲を初めて持ち寄り、登坂広臣と今市隆二が初めて共作して作詞した。シングル表題曲でボーカルが共作したのは今作が初である。また、カップリング曲「花歌 〜Flowers for you〜」の歌詞も今市・登坂らの共作である。
- 発売日直前の3月10日に都内にて、メンバー7人全員が揃ったイベントを開催。「Yes we are」の音源・Music VideoをSNS・主要動画配信サービスを使用して世界同時に初解禁した[5]。
- 「Yes we are」が20の音楽配信サービスのチャートで1位を獲得し、20冠に[6]。
- DVDには、表題曲のミュージックビデオを収録。カップリング曲「RAISE THE FLAG」のミュージックビデオは、後に発売するオリジナル・アルバム『RAISE THE FLAG』DVD/Blu-rayに初収録された。
- 2019年7月13日に放送されたTBS系「音楽の日」の特別企画 "一緒に汗をかこう!「Yes we are」ダンスチャレンジ" で、一般募集で集まった581人と踊った[7][8]。

## 収録曲

### CD
1. RAISE THE FLAG [5:39]
作詞：ZERO(YVES&ADAMS), CrazyBoy、作曲：T.Kura, ZERO(YVES&ADAMS), JAY'ED
2. Yes we are [4:15]
作詞：RYUJI IMAICHI, HIROOMI TOSAKA, YVES&ADAMS, JAY'ED、作曲：MATS LIE SKARE, CHRIS HOPE, RICO GREENE
  - ローソン「三代目 J SOUL BROTHERS Pontaカード」CMソング
3. FIRE [3:36]
作詞：STY、作曲：Joe Ogawa, STY
4. 花歌 〜Flowers for you〜 [4:24]
作詞：RYUJI IMAICHI, HIROOMI TOSAKA, SUNNY BOY、作曲：UTA, SUNNY BOY
5. RAISE THE FLAG（Instrumental）
6. Yes we are（Instrumental）
7. FIRE（Instrumental）
8. 花歌 〜Flowers for you〜（Instrumental）

### DVD
1. Yes we are（Music Video） [4:55]

## 収録アルバム
| 収録アルバム            | 楽曲                     | 曲順 |
| ----------------------- | ------------------------ | ---- |
| RAISE THE FLAG          | RAISE THE FLAG           | 1    |
| RAISE THE FLAG          | Yes we are               | 2    |
| RAISE THE FLAG          | FIRE                     | 3    |
| RAISE THE FLAG          | 花歌 〜Flowers for you〜 | 10   |
| BEST BROTHERS (DISC-01) | Yes we are               | 4    |